# کایلا فارل اسمیت
کایلا فارل اسمیت (زادهٔ ۱۹۸۲) یک هنرمند تجسمی بومی آمریکایی از قبیله مودوک و قبیله کلامث و همچنین یک کنش‌گر محیط‌زیست و نویسنده است.

## زندگی‌نامه
کایلا فارل اسمیت در سال ۱۹۸۲ به دنیا آمد و در اسپرینگفیلد، اورگن بزرگ شد. او عضو قبیله مودوک کلامث است، که یکی از قبایل به‌رسمیت‌شناخته‌شدهٔ فدرال در جنوب اورگن و در حوزهٔ آبخیز کلامث است. فارل اسمیت ساکن مودوک پوینت، اورگن است.

## تحصیلات
کایلا فارل اسمیت مدرک کارشناسی هنرهای زیبا (BFA) خود را در رشته نقاشی از کالج هنرهای تجسمی شمال‌غرب اقیانوس آرام در پورتلند، اورگن دریافت کرد. سپس مدرک کارشناسی‌ارشد هنرهای زیبا (MFA) را در رشتهٔ هنر معاصر (استودیو MFA) از دانشگاه ایالتی پورتلند (PSU) دریافت کرد.

## آثار هنری
فارل اسمیت یک هنرمند معاصر چندرسانه‌ای است که با ترکیبی از تصویرسازی، نقاشی، چاپ سیلک، شابلون‌سازی و رسانه‌های دیگر کار می‌کند. او از بازیگوشی کودکانه در آثارش بهره می‌برد تا به ابزارهایی برای کاوش و آزمایش با رنگ‌دانه‌های ساخت خود دست یابد و زیبایی‌شناسی‌ای خلق کند که در چارچوب صورت‌گرایی انتزاعی بومی قرار می‌گیرد. هنر او به آزمایش‌ها و مشقت‌های مردمان بومی آمریکایی می‌پردازد که ریشه در گذشته دارند و بر اکنون اثر گذاشته‌اند. او از هنر و نوشته‌هایش برای دفاع از حقوق مردمان بومی آمریکایی استفاده می‌کند.

### ارواح در ماشین: ۰۱۹
۰۱۹ اثری از مجموعهٔ «ارواح در ماشین» است که در اوت ۲۰۲۳ خلق شد. این مجموعه شامل بیست‌وهفت نقاشی است که بخشی از پروژهٔ «بازپس‌گیری سرزمین» به‌شمار می‌روند. این آثار با استفاده از خاک سطحی حاوی لیتیم از سرزمین‌های قبیلهٔ پایوت شمالی، رنگ اکریلیک، اسپری و گرافیت خلق شده‌اند. ابعاد آثار در این مجموعه متفاوت‌اند و ابعاد اثر ۰۱۹، ۴۸ در ۳۰ اینچ روی بوم کشیده‌شده است. هدف از این نمایشگاه، مواجهه با بهره‌برداری از منابع سرزمین‌های مقدس بومی برای فناوری‌های غربی بود.

### رقص باران: ۱۹/۴۰
«رقص باران» ۱۹/۴۰ یکی از آثار مجموعهٔ «رقص باران» در سال ۲۰۲۲ است. این اثر بخشی از مجموعه‌ای از چاپ‌ها برای گالری روسو لی در پورتلند، اورگن است. این آثار با تکنیک‌های مونوتایپ، چاپ سیلک و اسپری، بر روی کاغذ دست‌رنگ‌شدهٔ آرنهِم ۱۶۱۸ خلق شده‌اند؛ ابعاد بدون قاب آن ۲۰ در ۱۵ اینچ است. این مجموعه در همکاری با انتشارات ماتریکس در دانشگاه مونتانا شکل گرفته است. در این آثار، پیکره‌ای سیاه به‌صورت سیلوئت دیده می‌شود که دستانش را به‌سوی آسمان دراز کرده است. در پس‌زمینه و پیرامون این پیکره، نشانه‌هایی قرمز و سیاه دیده می‌شود. همچنین آثاری از شابلون‌ها دیده می‌شود که با استفاده از فضای منفی، شکل‌هایی ایجاد کرده‌اند.

### پس از مدرسه شبانه‌روزی: در سوگ
«پس از مدرسه شبانه‌روزی: در سوگ» در سال ۲۰۱۱ خلق شده است. این اثر با استفاده از رنگ روغن روی بوم و در ابعاد ۳۶ در ۲۴ اینچ ساخته شده است. از سال ۲۰۱۲، این اثر در مجموعهٔ دائمی موزهٔ هنر پورتلند در پورتلند، اورگن نگهداری می‌شود. کایلا فارل اسمیت در خلق این نقاشی از عکس «موسا-موهاوه» (۱۹۰۳) اثر ادوارد کرتیس الهام گرفته است. کرتیس در فاصلهٔ سال‌های ۱۹۰۰ تا ۱۹۳۰ پرتره‌نگار سرخ‌پوستان آمریکایی بود. این نقاشی همچنین از تجربهٔ پدر فارل اسمیت در دوران کودکی‌اش در مدرسه‌های شبانه‌روزی بومی الهام گرفته است. مانند آثار کرتیس، این نقاشی نیز پرتره‌ای از دختری بومی است، اما موهای او تا بالای شانه‌ها کوتاه شده‌اند. نگاه او از مخاطب عبور می‌کند و حالتی اندوهگین در چهره‌اش دیده می‌شود. این اثر نماد یکی از کودکانی است که از تجربهٔ تلخ مدارس شبانه‌روزی سرخ‌پوستان جان سالم به‌در بردند.